# Otwock
Otwockⓘ este un oraș din voievodatul Mazovia, Polonia, fiind reședința județului cu același nume.

## Personalități marcante
- Irena Sendler, soră medicală care au ajutat evreii în timpul holocaustului